# Луиза (остров, Тасмания)
Луиза (англ. Louisa Island) — скалистый остров у южного побережья острова Тасмания (Австралия), входит в состав штата Тасмания. Площадь острова — 0,23 км². Территория острова является частью национального парка Саут-Уэст.

## География
Остров Луиза находится примерно в 0,3 км от южного берега Тасмании. Небольшой залив к северо-западу от острова называется «бухта Луиза» (Louisa Bay). Ближайший мыс побережья Тасмании, расположенный к востоку от острова, называется «мыс Луиза» (Louisa Point). Рядом с ним находится устье реки Луиза (Louisa River), нижнее течение которой проходит через равнину Луиза (Louisa Plains), а исток которой находится рядом с горой Луиза (Mount Louisa). Во время отлива остров Луиза соединяется через томболо с песчаной косой, намытой в месте впадения реки Луиза. Длина острова составляет около 700 м, а максимальная ширина — около 500 м.
Примерно в 5 км южнее острова Луиза находится остров Де-Уитт (De Witt Island), который является самым крупным островом «группы островов Матсайкер» (Maatsuyker Island Group), к которой, помимо него, причисляют острова Матсайкер (Maatsuyker Island), Флат-Уитч (Flat Witch Island), Уокер (Walker Island) и другие.
Высшая точка острова Луиза — 82 м.

## Флора и фауна

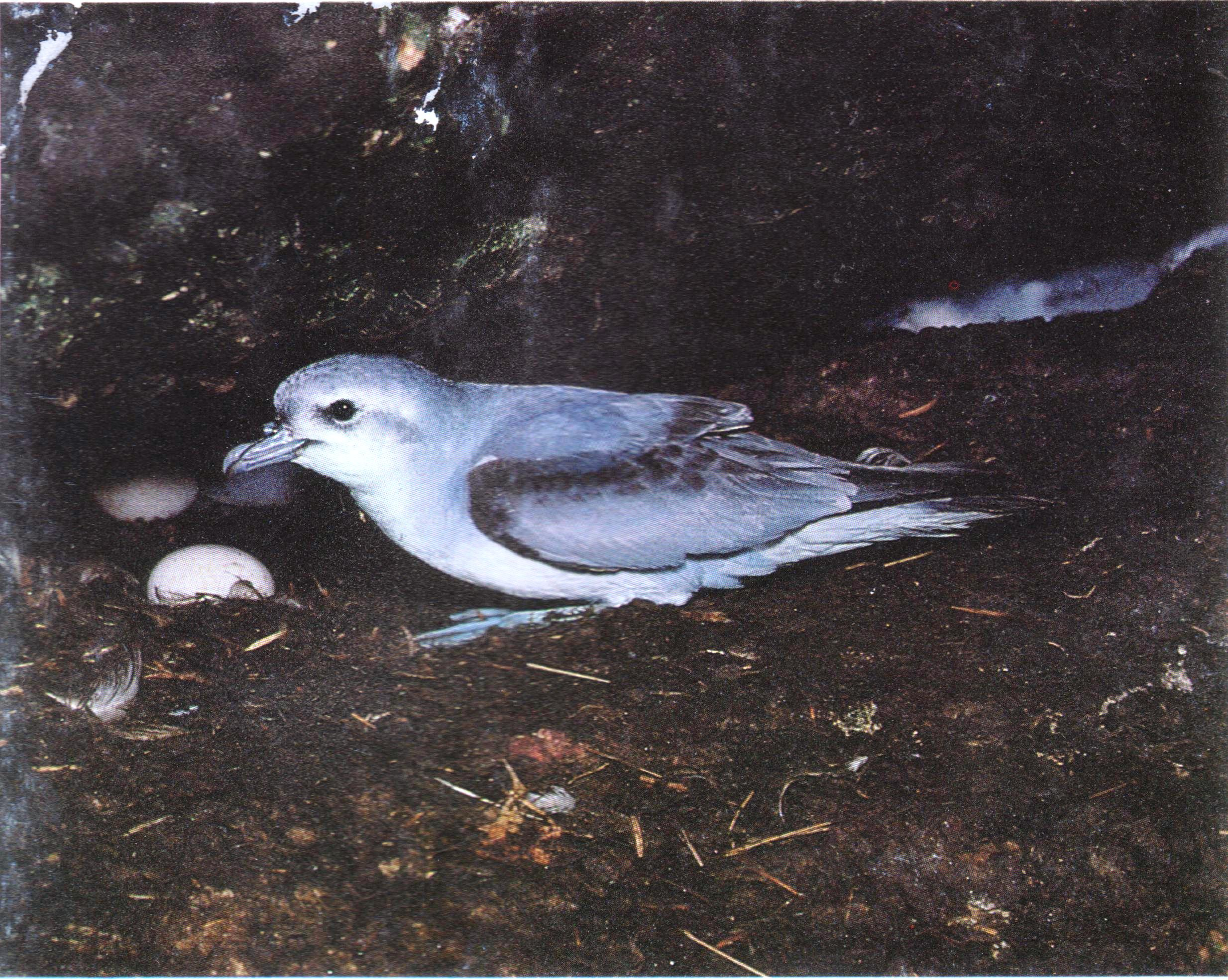
На острове размножаются снеговые китовые птички

На большей части территории острова встречаются густые заросли австралийского орляка (Pteridium esculentum), также произрастают тонкосемянник метловидный (Leptospermum scoparium) и другие растения. В центральной части встречаются эвкалиптовые деревья — эвкалипт яйцевидный (Eucalyptus ovata) и Eucalyptus nitida.
На острове встречаются малые пингвины, тонкоклювые буревестники, обыкновенные нырковые буревестники, снеговые китовые птички, австралийские чайки, австралийские кулики-сороки, серые кряквы, белощёкие цапли, сапсаны, бронзовокрылые голуби-фапс, чёрные воро́ны-флейтисты, тасманийские во́роны, некоторые виды медососовых и другие птицы.
Из млекопитающих на острове водятся тасманийские филандеры (Thylogale billardierii) и трёхпалые крысиные потору (Potorous tridactylus), а из пресмыкающихся — тасманийские древесные сцинки (Niveoscincus pretiosus).